# Silvia Colloca

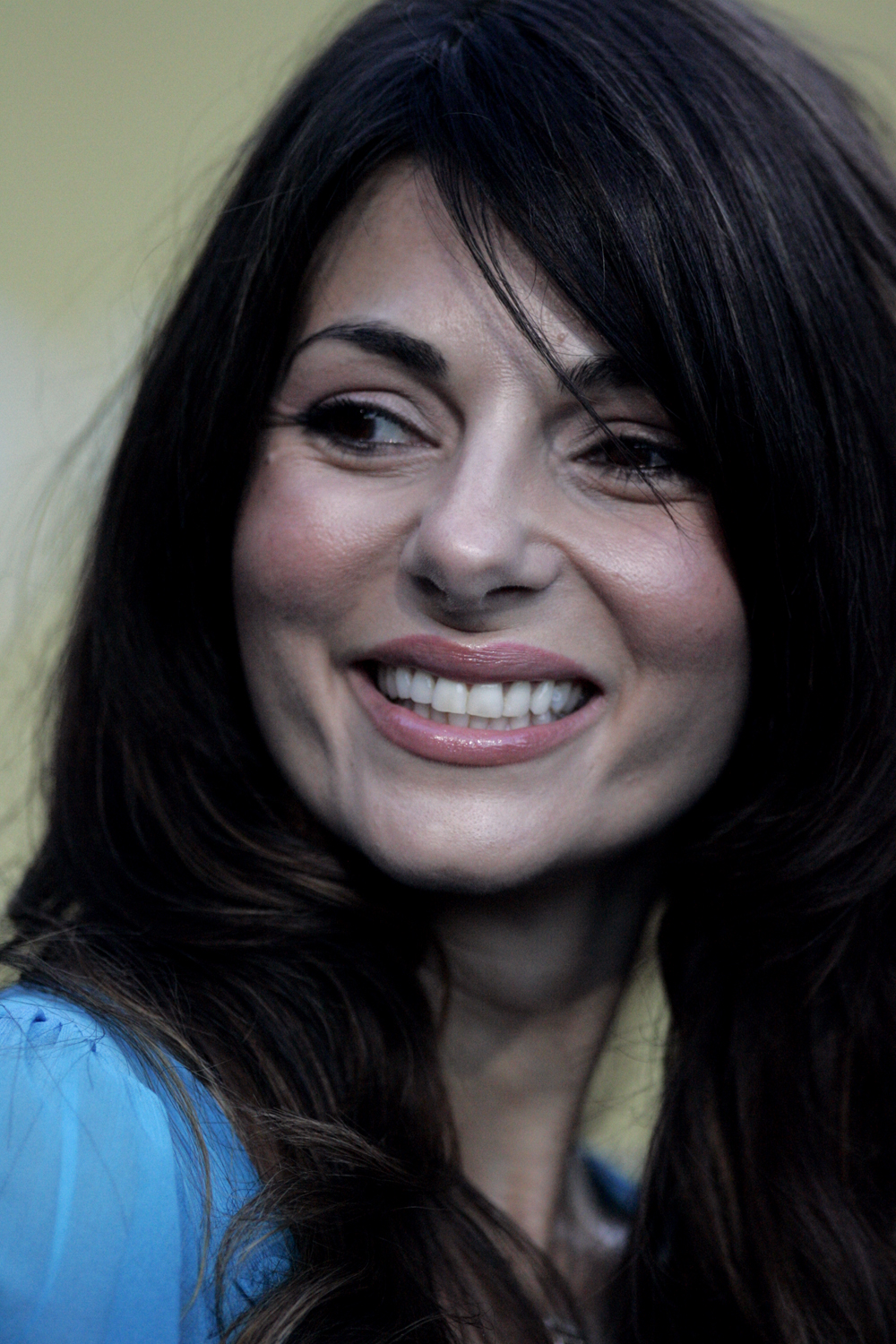
Silvia Colloca (2013)

Silvia Colloca (* 23. Juli 1977 in Mailand) ist eine italienische Schauspielerin. Sie lebt mittlerweile in Australien und macht dort Kochshows für das Fernsehen und ist Autorin der dazugehörigen Kochbücher.

## Leben
Seit dem 25. September 2004 ist sie mit dem australischen Schauspieler Richard Roxburgh verheiratet, den sie am Set von Van Helsing kennenlernte, in dem sie „Verona“, eine von Draculas Bräuten, und er den „Graf Dracula“ spielte. Das Paar hat zwei Söhne und eine Tochter.

## Filmografie (Auswahl)
- 2004: Van Helsing
- 2006: The Detonator – Brennender Stahl (The Detonator)
- 2007: Virgin Territory
- 2009: Lesbian Vampire Killers
- 2012: L’apocalisse delle scimmie
- 2013: Nerve
- 2017: Pulse (Fernsehserie, 3 Episoden)
- 2021: Little Tornadoes
- 2022: The Twelve (Fernsehserie, 9 Episoden)
- 2023: Wellmania (Fernsehserie, Episode 1x08)
- 2023: C*A*U*G*H*T (Fernsehserie, 2 Episoden)
- 2024: Sting